# Кулак Микола
Микола Кулак — (1897 — † 7 травня 1955) — поручник Армії УНР.

## Життєпис
Народився у Києві в 1897 році. Закінчив Київську військову школу. Учасник Першої Світової війни.
У кінці 1917 року вступив до Українського війська, в підрозділ охорони державних установ. Після закінчення Українсько-більшовицької війни і інтернування, у кінці 1920 року перебував у Ченстохова і околицях. Був активним діячем українських культурно-суспільних організацій в Ченстохова. Особливу активність приймав будучи секретарем відділу Українського Центрального Комітету, під керівництвом Шрамченка.
Був одним з фундаторів монумента-плити «Братська могила» воякам Армії УНР на цвинтарі «Kule» у Ченстохова і організатором щорічних панахид на похованнях борців за незалежність 1917—1920 років.
Помер 7 травня 1955 року.